# Anna-Nikī Stamolamprou
Anna-Nikī Stamolamprou (in greco Άννα-Νίκη Σταμολάμπρου?; Salonicco, 26 agosto 1995) è una cestista greca.

## Carriera
Con la Grecia ha disputato tre edizioni dei Campionati europei (2017, 2021, 2023).